# Sophonisbe (Mairet)
Pour les articles homonymes, voir Sophonisbe.
Sophonisbe est une tragédie en cinq actes et en vers de Jean Mairet, représentée en 1634 au théâtre du Marais. Elle est considérée comme la première tragédie à observer les règles du théâtre classique dans l'histoire du théâtre en France.

## Personnages
- Syphax, roi de Numidie
- Philon, général de Syphax
- Massinisse, ennemi de Syphax
- Scipion, consul romain
- Lélie, lieutenant de Scipion
- Caliodore, domestique de Sophonisbe
- Ariston, soldat romain
- Sophonisbe, femme de Syphax, et amoureuse de Massinisse
- Corisbée, confidente de Sophonisbe
- Phénice, confidente de Sophonisbe
- Philippe
- Soldats

L'action se déroule dans Cyrte, ville de Numidie.

## Représentations
Sophonisbe, représentée en décembre 1634, « rendit la vie à un genre depuis dix ans négligé » selon Antoine Adam.

## Postérité
Sophonisbe « n'est pas seulement classique parce que les unités y sont observées. Elle l'est par le mouvement intérieur qui l'anime ». Antoine Adam montre que « le retentissement de Sophonisbe fut profond. De 1630 à 1633, on n'avait joué que deux tragédies nouvelles, mais en 1635 et 1636 il se donna autant de tragédies que de tragi-comédies et désormais les deux genres se développèrent côte à côte ».